# Кохана жінка механіка Гаврилова
«Кохана жінка механіка Гаврилова» (рос. «Любимая женщина механика Гаврилова») — російський радянський художній фільм 1981 року режисера  Петра Тодоровського.

## Сюжет
Ця історія почалася вранці біля РАГСу, куди на власне весілля повинен був, але не з'явився судновий механік Гаврилов. 38-річна приваблива жінка Рита, мати симпатичної дочки-старшокласниці Тані, зібралася за нього заміж. Закохана Рита прочекала його весь день, страждаючи й сподіваючись, не відходячи далеко від заповітних дверей. Даремно чекала вона його з гостями біля РАГСу і в ресторані, шукала на судні, знову чекала у РАГСі… Дія фільму відбувається в Одесі. Гаврилов не був би Гавриловим, якби за пів години до весілля не заступився за незнайому жінку, після чого двоє «ловеласів» опинилися в лікарні, а він — в міліції. Дія картини охоплює один день з життя героїні, настрій якої коливається між відчаєм і надією.

## У ролях
- Людмила Гурченко —  Маргарита Сергіївна Соловйова
- Сергій Шакуров —  Лев Гаврилов, наречений Рити
- Світлана Пономарьова —  Танька, дочка Рити
- Наталія Назарова —  Люся, перукарка, подруга Рити
- Євген Євстигнєєв —  дядько Рити
- Станіслав Соколов —  Віктор, адвокат, чоловік Люсі
- Всеволод Шиловський —  Паша, фотограф
- Анатолій Васильєв —  Слава, лікар призовної комісії
- Михайло Свєтін —  Віктор Михайлович, музикант-працівник театру
- Олександр Голобородько —  вахтовий
- Людмила Ариніна —  офіціантка
- Вадим Александров —  клієнт фотостудії
- Василь Векшин —  перехожий  (немає в титрах)
- Павло Винник —  епізод
- Інна Виходцева —  матуся з молоком
- Давид Гіоргобіані —  Резо
- Яна Друзь —  Яна, працівниця фотоательє
- Лілія Євстигнєєва —  жінка з білизною
- Ліа Капанадзе —  мати Резо
- Олеся Малахова —  епізод
- Іван Матвєєв —  дід з конем  (немає в титрах)
- Андрій Ніколаєв —  наречений-морячок
- Михайло Розанов —  наречений
- Галина Самохіна —  відвідувачка адвоката
- Олена Сотникова —  наречена
- Галина Старикова —  епізод
- Шота Схиртладзе —  грузин-водій
- Зураб Цінцкіладзе —  друг Резо

## Знімальна група
- Автор сценарію:  Сергій Бодров-старший
- Режисер-постановник:  Петро Тодоровський
- Оператор-постановник:  Євген Гуслінський
- Художник:  Євген Черняєв
- Художник по костюмах:  Ганна Ганевська
- Музика:  Олексій Мажуков
- Вірші:  Ігор Шаферан
- Звукооператор: С. Біц
- Диригент:  Костянтин Кримець